# Ponte Binacional Wilson Pinheiro
A Ponte Binacional Wilson Pinheiro é uma ponte que cruza o Rio Acre ligando a cidade brasileira de Brasiléia, no Acre, à cidade de Cobija, na Bolívia. Sua implantação foi iniciada em 11 de agosto de 2004, tendo sido inaugurada em 2006.